# Preaireación
Preaireación es un término que se usa en el tratamiento de aguas servidas y que indica la inyección de aire u oxígeno en este fluido en la etapa preliminar o de pretratamiento.
Tiene como objetivo fundamental el reducir los malos olores que se generan en esta etapa, producto de las condiciones anaerobias (es decir, libres de oxígeno) que se presentan en estas aguas al ingreso a la planta de tratamiento.
Estas condiciones anaerobias favorecen la multiplicación de bacterias que crecen en este medio y las que producen, como consecuencia de su metabolismo, gases que son muy malolientes (por lo general este producto corresponde a Sulfidrilos). Estas emanaciones malolientes pueden causar serios problemas con la comunidad circundante cuando son transportadas por los vientos.
- Datos: Q6084118